# Martin Allegro
Martin Allegro, né le 29 avril 1996 à Boussu dans le Hainaut, est un pongiste belge.

## Biographie

### Carrière sportive
Martin Allegro débute le tennis de table au CAJ-MIR Saint-Ghislain, club de sa ville d'origine. Il obtient rapidement un bon niveau et remporte plusieurs championnats de Belgique en catégorie jeune.
En 2013, il obtient son premier classement A en devenant 21e meilleur joueur belge.
En 2019, Allegro devient champion de Belgique en double messieurs avec Florent Lambiet. Ils sont de nouveau champion l'année suivante.
En mai 2022, Allegro intègre pour la première fois le top 100 mondial et devient également le joueur belge le mieux classé en dépassant Cedric Nuytinck. En février 2024, il atteint sa meilleure place au classement mondial en étant classé 56e,. Il est également classé A1 (meilleur joueur de Belgique) lors de la saison 2023-2024.

## Palmarès
2007
- Champion de Belgique pré-minime en double avec Josuah Capuzzo

2009
- Champion de Belgique minime

2011
- Champion de Belgique cadet

2014
- Champion de Belgique junior

2018
- Vice-champion de Belgique en double avec Florent Lambiet à Louvain-la-Neuve

2019
- Champion de Belgique en double avec Florent Lambiet à Anvers
- Finaliste de l'Open de Croatie en double avec Florent Lambiet à Zagreb
- Finaliste de l'Open du Canada en double avec Florent Lambiet à Markham

2020
- Champion de Belgique en double avec Florent Lambiet à Spa
- Finaliste de l'Open d'Oman en double avec Florent Lambiet à Mascate

2022
- Vice-champion de Belgique en double avec Florent Lambiet à Libramont

2023
- Champion de Belgique en double avec Florent Lambiet à Knokke
- Finaliste du WTT Feeder II (en) de Düsseldorf
- Troisième du WTT Feeder (en) d'Olomouc
- Troisième du WTT Feeder II (en) de Düsseldorf en double avec Adrien Rassenfosse

2024
- Vainqueur du WTT Feeder (en) de Manchester en double avec Florent Lambiet

- Troisième du WTT Contender (en) de Doha en double avec Adrien Rassenfosse

- Troisième du WTT Feeder (en) de Manchester